# Pett
Pett ist ein Dorf und eine Gemeinde (Civil Parish) im Rother District von East Sussex, Südost-England. Das Dorf liegt fünf Meilen (acht Kilometer) nordöstlich von Hastings am Rand zu Pett Level, den einzigartigen, sich entlang der Küste der Rye Bay erstreckenden Klippen.
Die Straße durch die Ortschaft führt hinunter zu einer zweiten Ortschaft in der Gemeinde: Pett Level, die an der Küste liegt und als Cliff End bekannt ist. Hier ist der Strand und wie es der Name schon verrät die Sandsteinklippen. Pett Level markiert das Ende des Königlichen Militärkanals und am wesentlichen Ende den Seeverteidigungswall von 1940. Der Angelsächsische Küstenweg durchläuft Pett Level.
Die Kirche in Pett ist der Hl. Maria und dem Hl. Peter geweiht. Es gibt auch noch eine  Methodisten-Kapelle und eine kleine Kirche bei Cliff End, die der Kirche von England angehört.

## Geschichte
Der Landsitz von Pett gehörte in Erbfolge einer Reihe von Familien, bevor es in den Besitz des Earl of Liverpool gelangte.

## Besonderheiten
In der Gemeinde gibt es eine Stelle von besonderem wissenschaftlichen Interesse. Die Hastings Klippen verlaufen entlang der Küste und sind sowohl von biologischem und geologischem Interesse. Die Klippen bergen zahlreiche Fossilien in sich und bieten mit dem angrenzenden alten Wald und dem Kiesstrand vielen Tieren Unterschlupf.